# Kanton Vernon-Sud
Kanton Vernon-Sud (fr. Canton de Vernon-Sud) je francouzský kanton v departementu Eure v regionu Horní Normandie. Skládá se ze sedmi obcí.

## Obce kantonu
- Douains
- Houlbec-Cocherel
- La Heunière
- Mercey
- Rouvray
- Saint-Vincent-des-Bois
- Vernon (jižní část)